# Colli di Scandiano e di Canossa Cabernet Sauvignon
 (janvier 2024).
Si vous disposez d'ouvrages ou d'articles de référence ou si vous connaissez des sites web de qualité traitant du thème abordé ici, merci de compléter l'article en donnant les références utiles à sa vérifiabilité et en les liant à la section « Notes et références ».
Le Colli di Scandiano e di Canossa Cabernet Sauvignon est un vin rouge de la région Émilie-Romagne doté d'une appellation DOC depuis le 20 septembre 1996.
Le vin rouge du Colli di Scandiano e di Canossa Cabernet Sauvignon répond à un cahier des charges moins exigeant que le Colli di Scandiano e di Canossa Cabernet Sauvignon riserva, essentiellement en relation avec un vieillissement de 2 ans et d'un titre alcoolique plus élevé pour le riserva.
Seuls ont droit à la DOC les vins récoltés à l'intérieur de l'aire de production définie par le décret. 

## Aire de production
Les vignobles autorisés se situent en province de Reggio d'Émilie dans les communes de Albinea, Quattro Castella, Bibbiano, Montecchio, San Polo d'Enza, Canossa, Vezzano sul Crostolo, Viano, Scandiano, Castellarano et Casalgrande ainsi qu'en partie sur le territoire des communes Reggio d'Émilie, Casina, Sant'Ilario d'Enza et Cavriago.

## Caractéristiques organoleptiques
- couleur: rouge rubis  intense
- odeur : caractéristique, agréable, intense, herbacé
- saveur: sec, harmonique, bien structuré, tannique

Le Colli di Scandiano e di Canossa Cabernet Sauvignon se déguste à une température de 14 à 16 °C et il se garde 2 – 4 ans.

## Production
Province, saison, volume en hectolitres :
- Reggio Emilia  (1996/97)  247,94